# Morales (La Rioja)
Morales es una localidad del municipio de Corporales en La Rioja (España). Se sitúa a tan sólo un kilómetro de la provincia de Burgos, siendo una localidad fronteriza con la Riojilla Burgalesa. 
Originalmente era una pedanía del municipio de Grañón, pero finalmente se adscribió a Corporales. Se sitúa en pleno valle del Oja, a los pies de la sierra de la Demanda, siendo un pueblo eminentemente agrícola, especialmente cerealista, y ganadero.

## Historia
La primera referencia histórica que se documenta es en el año 1194, año el cual don Rodrigo de Morales donó al monasterio de Premostratenses de Bugedo de Campajares la hacienda que tenía en "Villaseca y en los lugares suyos ubicados en Villaveznar, Morales y Corporales".

## Demografía
Morales contaba a 1 de enero de 2020 con una población de 21 habitantes, 12 hombres y 9 mujeres.
| Gráfica de evolución demográfica de Morales entre 2001 y 2019                                    |
|                                                                                                  |
| Población de derecho (2000-2010) según los censos de población del INE a 1 de enero de cada año. |

## Patrimonio

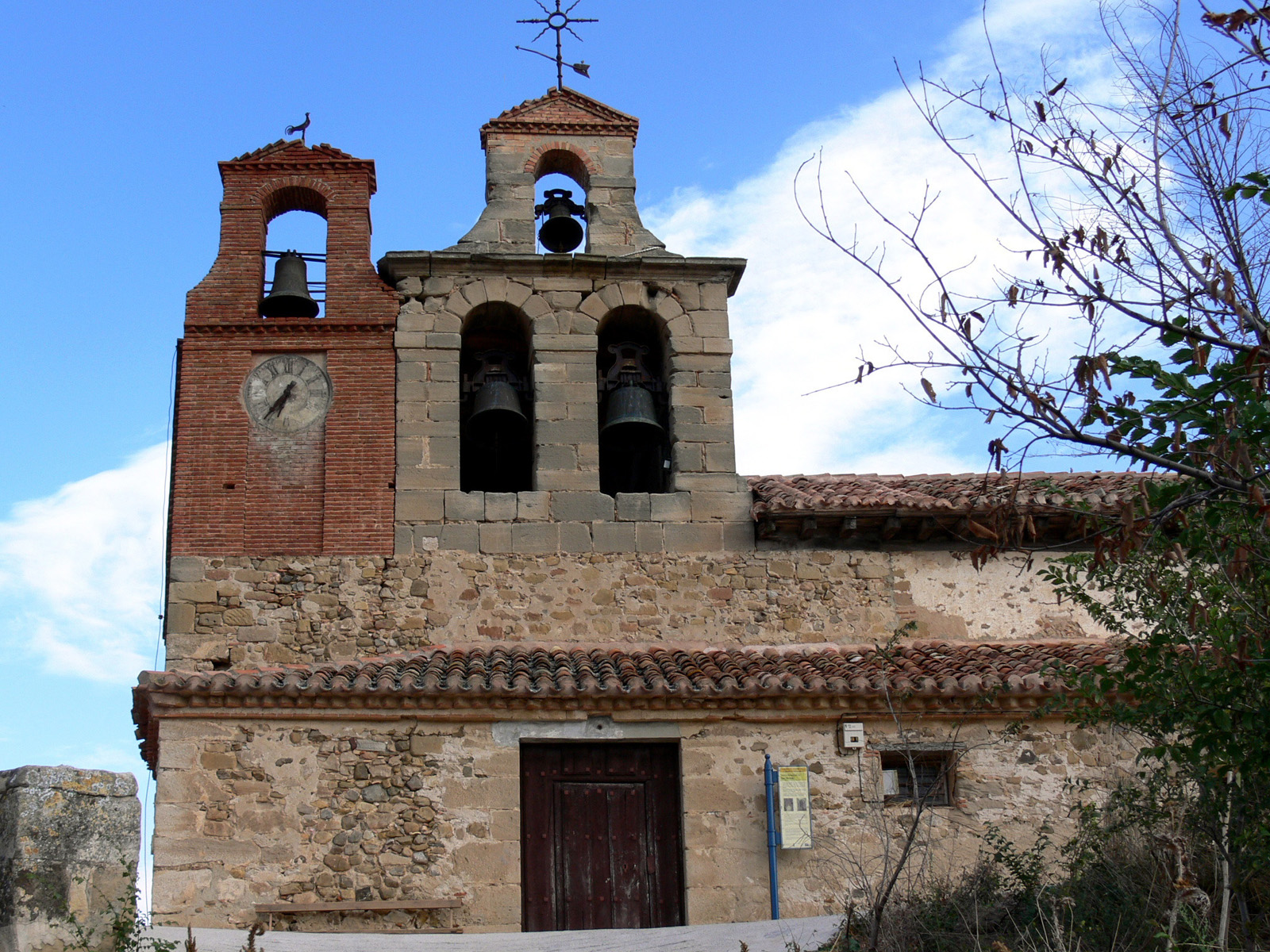
Iglesia de San Román

- Iglesia de San Román. Construida en el siglo XVIII, en mampostería y sillarejo. Se sitúa en la parte alta de la localidad, junto al cementerio. Presenta en su estructura una serie de peculiaridades que la hacen singular entre el patrimonio riojano. Destaca, de partida, que disponga de cuatro espadañas, un número poco habitual en templos de su tamaño. Su única nave se compone hasta de seis tramos, incluida la cabecera, que se cubren mediante lunetos a partir de arcos de medio punto. La imaginería de su interior es igualmente destacable, por su retablo rococó dedicado a San Román de Antioquía, y un conjunto escultórico del siglo XIII con San Gervasio y San Protasio, así como un crucifijo barroco del siglo XVIII.

## Fiestas locales
- 19 de junio, San Gervasio y San Protasio.
- 18 de noviembre, San Román. La cofradía del mismo nombre realiza la procesión.

## Personas ilustres
- Esteban Oca y Merino (1851-1924): Famoso pedagogo español, maestro de profesión, ejerció en Soto en Cameros hasta 1890, cuando se trasladó a Logroño como regente de la Escuela Normal de Maestros de Logroño. Fue académico de la Real Academia Española de la Lengua desde 1892. Como pedagogo fue fundador de la primera Colonia Escolar Logroñesa, director de la Revista Escolar, colaborador del Diario La Rioja, así como escritor de numerosos libros sobre la primera enseñanza y pedagogía. Fue nombrado caballero de la Orden de Carlos III, y medalla de plata de Alfonso XIII.[3][4][5]